# Krivulja tretje stopnje
Krivulja tretje stopnje (tudi kubična krivulja) je ravninska algebrska krivulja, ki jo določa enačba tretje stopnje:
F(x,y,z) = 0
kjer so
- {\displaystyle x,y,z\,} homogene koordinate za projektivno ravnino.

Funkcija {\displaystyle F\,} je lahko neničelna linearna kombinacija naslednjih monomov tretje stopnje
x3, y3, z3, x2y, x2z, y2x, y2z, z2x, z2y, xyz.
Znanih je 10 polinomov te vrste, kar pomeni, da tvorijo krivulje tretje stopnje projektivni prostor, ki ima 9 razsežnosti nad poljubnim obsegom {\displaystyle K\,}.

## Kubične krivulje v ravnini trikotnika
Predpostavimo, da ima trikotnik ABC dolžine stranic enake {\displaystyle a=|BC|\,}, {\displaystyle b=|CA|\,} in {\displaystyle c=|AB|\,}. Veliko krivulj tretje stopnje poteka skozi znane točke trikotnika. Med najbolj znanimi so primeri, ko za krivulje uporabljamo dve vrsti homogenih koordinat: trilinearne in težiščne.
Če hočemo pretvoriti kubično enačbo iz trilinearne oblike v težiščno obliko, moramo opraviti naslednje zamenjave
x → bcx, y → cay, z → abz;
.
Kadar pa želimo pretvorbo kubične enačbe iz težiščne v trilinearno obliko, uporabimo naslednje zamenjave
x → ax, y → by, z → cz.
Mnoge enačbe tretje stopnje lahko pišemo v obliki
f(a,b,c,x,y,z) + f(b,c,a,y,z,x) + f(c,a,b,z,x,y) = 0.
V spodnjih primerih enačb tretje stopnje bomo uporabili notacijo ciklične vsote, ki ima obliko
[ciklična vsota f(x,y,z,a,b,c)] = 0.

### Neubergova enačba tretje stopnje
Trilinearna oblika enačbe: [ciklična vsota (cos A - 2 cos B cos C)x(y2 - z2)] = 0
Težiščna oblika enačbe: [ciklična vsota (a2(b2 - c2) - (b2 - c2 - 2a4)2)x(c2y2 - b2z2)] = 0.
Grafično obliko glej na Neubergova enačba tretje stopnje.

### Thomsonova enačba tretje stopnje
Trilinearna oblika enačbe: [ciklična vsota bcx(y2 - z2)] = 0
Težiščna oblika enačbe: [ciklična vsota x(c2y2 - b2z2)] = 0
Grafično obliko glej na Thomsonova enačba tretje stopnje.

### Darbouxova enačba tretje stopnje
Trilinearna oblika enačbe: [ciklična vsota (cos A - cos B cos C)x(y2 - z2)] = 0
Težiščna oblika enačbe: [ciklična vsota (2a2(b2 + c2) + (b2 - c2)2 - 3a4)x(c2y2 - b2z2)] = 0
Grafično obliko glej na Darbouxova enačba tretje stopnje

### Napoleon-Feuerbachova enačba tretje stopnje
Trilinearna oblika enačbe: [ciklična vsota (B - C)x(y2 - z2)] = 0
Težiščna oblika enačbe: [ciklična vsota (a2(b2 - c2) - (b2 - c2)2)x(c2y2 - b2z2)] = 0
Grafično obliko glej na Napoleon-Feuerbachova enačba tretje stopnje

### Lucasova enačba tretje stopnje
Trilinearna oblika enačbe: [ciklična vsota (cos A)x(b2y2 - c2z2)] = 0
Težiščna oblika enačbe: [ciklična vsota (b2 + c2 - a2)x(y2 - z2)] = 0
Grafično obliko glej na Lucasova enačba tretje stopnje

### Prva Brocardova enačba tretje stopnje
Trilinearna oblika enačbe: [ciklična vsota bc(a4 - b2c2)x(y2 + z2] = 0
Težiščna oblika enačbe: [ciklična vsota (a4 - b2c2)x(c2y2 + b2z2] = 0
Grafično obliko glej na Prva Brocardova enačba tretje stopnje

### Druga Brocardova enačba tretje stopnje
Trilinearna oblika enačbe: [ciklična vsota bc(b2 - c2)x(y2 + z2] = 0
Težiščna oblika enačbe: [ciklična vsota (b2 - c2)x(c2y2 + b2z2] = 0
Grafično obliko glej na Druga Brocardova enačba tretje stopnje

### Prva enačba enakih ploskev enačbe tretje stopnje
Trilinearna oblika enačbe: [ciklična vsota a(b2 - c2)x(y2 - z2] = 0
Težiščna oblika enačbe: [ciklična vsota a2(b2 - c2)x(c2y2 - b2z2] = 0
Grafično obliko glej na Prva enačba enakih ploskev enačbe tretje stopnje

### Druga enačba enakih ploskev enačbe tretje stopnje
Trilinearna oblika enačbe: [ciklična vsota (bz+cx)(cx+ay)(ay+bz) = (bx+cy)(cy+ax)(az+bx)
Težiščna oblika enačbe: [ciklična vsota a(a2 - bc)x(c3y2 - b3z2)] = 0
Grafično obliko glej na Druga enačba enakih ploskev enačbe tretje stopnje